# كرايغ ويندهام
كرايغ ويندهام (بالإنجليزية: Craig Windham)‏ هو صحفي أمريكي، ولد في 20 يونيو 1949 في واشنطن العاصمة في الولايات المتحدة، وتوفي في 28 فبراير 2016 في وينستون-سالم في الولايات المتحدة بسبب انصمام رئوي.